# Dog Island, Anguilla
Dog Island är en obebodd ö i Anguilla. Den ligger nordväst om huvudön Anguilla, 23 kilometer väster om huvudstaden The Valley. Arean är 2,1 kvadratkilometer. Ön är känd för sitt rika fågelliv.